# Hnúta
Hnúta är ett berg i republiken Island. Det ligger i regionen Austurland, 270 km öster om huvudstaden Reykjavík. 
Trakten runt Hnúta är nära nog obefolkad, med mindre än två invånare per kvadratkilometer. Det finns inga samhällen i närheten. Trakten runt Hnúta består i huvudsak av gräsmarker.